# Pianura della Cina del Nord

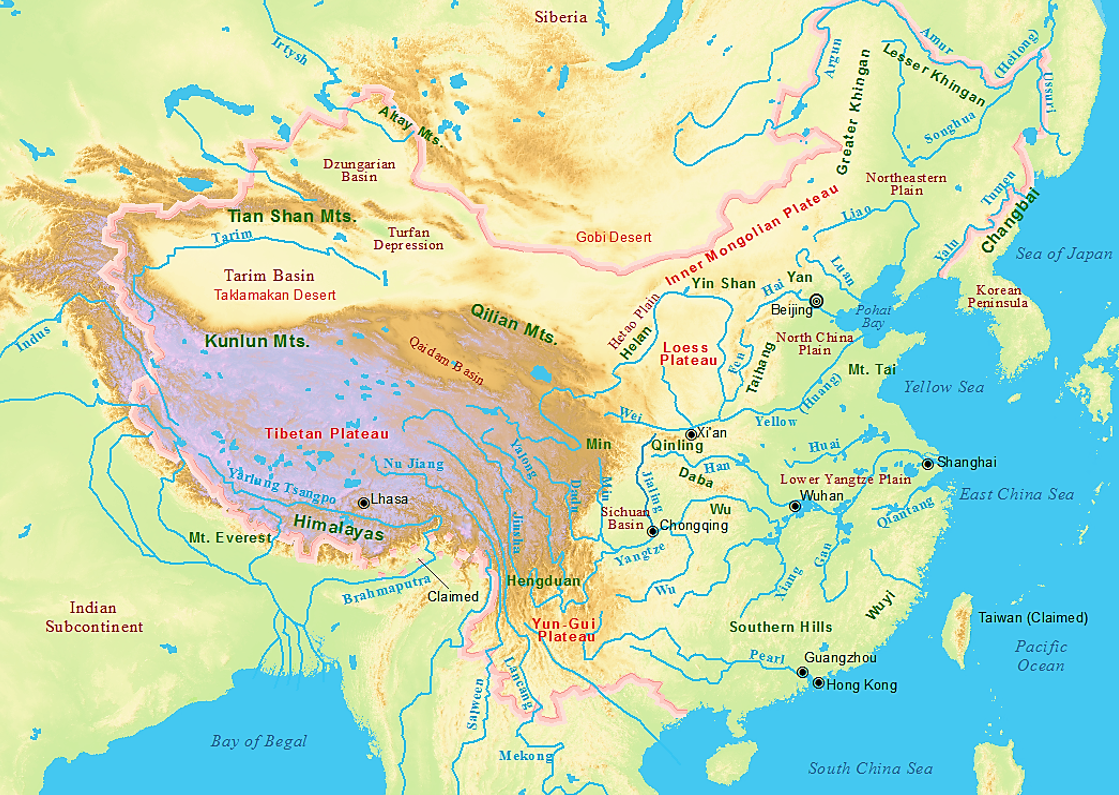
La pianura della Cina del Nord comprende l'area attorno al corso inferiore del fiume Giallo e dei suoi affluenti e la zona di steppe più a nord.

La pianura della Cina del Nord (cinese: 华北平原; pinyin: Huabei Pingyuan; romanizzazione Wade-Giles: Hua-pei P'ing-yüan), nota anche come pianura Gialla o pianura Huang-Huai-Hai, è una vasta pianura alluvionale della Cina settentrionale, formatasi lungo le coste del mar Giallo a partire dai depositi trasportati dallo Huang He (fiume Giallo), dallo Huai, dallo Hai e da pochi altri fiumi minori della Cina settentrionale. Con una superficie di circa 409.500 km² e per la maggior parte situata al di sotto dei 50 m di altitudine, è una delle aree più densamente popolate del mondo; già nell'antichità costituiva uno dei centri principali della cultura cinese (han). La pianura è delimitata a nord dai monti Yan, a ovest dai monti Taihang e dagli altopiani dello Henan, e a sud-ovest dai monti Tongbai e Dabie. A sud si fonde con la pianura dello Yangtze. Da nord-est a sud-est è delimitata dal Bo Hai (golfo di Chihli), dalle colline della penisola dello Shandong e dal mar Giallo. La maggior parte dei fiumi scorre attraverso la pianura in letti elevati situati al di sopra delle aree circostanti. Per gran parte della sua storia, ogni due o tre anni circa la pianura veniva devastata da estese inondazioni. A partire dal 1949, tuttavia, sono stati intrapresi progetti su larga scala per tenere sotto controllo le piene e per l'irrigazione. Nell'area vengono coltivati frumento, cotone, semi di sesamo, arachidi (noccioline americane) e tabacco, mentre il sale marino viene ricavato dalle saline lungo la costa. Pechino, capitale del Paese, è situata nell'angolo nord-occidentale della pianura, e Tianjin, importante città industriale e porto commerciale, è situata presso la costa nord-orientale. Il Gran Canale, che ha inizio a Pechino, attraversa la parte orientale della pianura e poi prosegue verso sud e sud-est fino a Suzhou e Hangzhou.